# Carlo Ciocca
Carlo Ciocca (Treviglio, 10 marzo 1902 – Bergamo, 1984) è stato un pittore italiano.

## Biografia
Pittore autodidatta attivo nel XX secolo, ha vissuto gran parte della sua vita a Bergamo. Carlo Ciocca ha partecipato a numerose collettive a Parigi e in mostre nazionali, alla VII Quadriennale romana e alla Biennale di Verona del 1953, 1955 e 1957, conseguendo alcuni premi. Spesso dipingeva a olio paesaggi e architetture utilizzando diversi supporti. Muore a Bergamo nel 1984 ad 82 anni.